# Bruno Collaço
Bruno Bairros Collaço (São Leopoldo, 8 de março de 1990) é um futebolista brasileiro que atua como lateral-esquerdo. Atualmente joga pelo Nacional-AM.

## Categorias de base
Bruno Collaço entrou no Grêmio em 1999 atuando na escolinha de futebol. Após se destacar nos campeonatos, gradativamente foi conquistando seu espaço nas divisões de base do clube gaúcho, até alcançar, em 2009, o plantel profissional.

## Carreira
Bruno Collaço foi lançado por Paulo Autuori no ano de 2009, durante o Campeonato Brasileiro. No primeiro semestre de 2010 sagrou-se campeão gaúcho com o tricolor.
Em junho de 2010 foi emprestado pelo Grêmio à Ponte Preta, em função do grande número de laterais no plantel gremista e com o objetivo de ganhar maior experiência. Pela equipe paulista jogou o Campeonato Brasileiro da Série B, sendo eleito o melhor lateral-esquerdo do campeonato.
Após o término do período de empréstimo, Renato Gaúcho, técnico do Grêmio na época, solicitou seu retorno ao tricolor. O jogador voltou com um nítido amadurecimento e teve papel importante na conquista da Taça Piratini, também disputou a Libertadores e defendeu o tricolor no Campeonato Brasileiro de 2011.
No primeiro Grenal realizado fora do país, na cidade de Rivera, marcou o gol de falta que originou a virada tricolor, garantindo a vitória do Grêmio.[carece de fontes?]
Com a troca no comando técnico do Grêmio foi cedido por empréstimo ao Goiás no dia 21 de março de 2012. Conquistou o título de campeão Goiano. Posteriormente sagrou-se campeão da Série B encerrando o ano com a conquista de mais um título, o segundo título pelo Goiás.
No início de 2013 assinou com Náutico para disputar a temporada. Em menos de dois meses no clube conquistou seu primeiro título com a camisa do Timbu: Campeonato Pernambucano 2013 - primeiro turno.
No ano de 2014, Bruno Collaço assinou a rescisão com o Grêmio e na sequência firmou contrato para defender a Chapecoense. Sem espaço no Chapecoense, acertou com o  Joinville, após carência na lateral esquerda.
Em 2015, foi emprestado para o clube francês Sochaux. E posteriormente, renovou seu vínculo com o clube francês após negociação envolvendo o clube brasileiro.

## Títulos

### Profissional
Grêmio
- Campeonato Gaúcho: 2010
- Taça Fernando Carvalho: 2010
- Taça Piratini: 2011

Goiás
- Campeonato Goiano: 2012
- Campeonato Brasileiro - Série B: 2012

Joinville
- Campeonato Brasileiro - Série B: 2014

Brasil de Pelotas
- Copa Centenária FGF: 2018

Paysandu
- Campeonato Paraense: 2020 e 2021

### Categorias de base
- Copa Santiago de Futebol Juvenil - 2008
- Campeão Brasileiro sub 20 - 2008
- Bicampeão Gaúcho sub 15 - sub 17

### Títulos com a Seleção Brasileira de Base
- Sul-Americano 2007
- Torneio da Nike de Seleções 2007
- Taça Sundai no Japão 2008
- Copa do Mediterrâneo 2008

## Títulos individuais
- Melhor lateral esquerdo da série B 2010
- Goleador Torneio da Itália 2009